# Чемпионат России по кёрлингу среди мужчин 2010
18-й Чемпионат России по кёрлингу среди мужчин 2010 проводился с 6 по 9 ноября 2009 года (1-й круг турнира группы «А», также являвшийся розыгрышем Кубка России по кёрлингу среди мужчин 2009) и с 9 по 11 апреля 2010 года (2-й круг турнира группы «А» и турнир группы «Б») в городе Дмитров (Московская область) на арене „Центр фигурного катания и кёрлинга МУ СК «Дмитров»“. Чемпионат проводился в двух дивизионах — Высшая лига, группа «А» (8 команд) и Высшая лига, группа «Б» (8 команд).
Чемпионский титул выиграла команда «ЭШВСМ „Москвич“-1» (Москва, скип Александр Кириков), серебряными призёрами стала команда «Москвич» (Москва, скип Андрей Дроздов), бронзовыми призёрами — команда «ЦСП „Ижора“» (Ленинградская область, скип Алексей Целоусов).

## Регламент турнира
Команды в каждом дивизионе (группа «А», группа «Б») играют между собой по круговой системе (группа «А» — в два круга, группа «Б» — в один круг). Места распределяются по общему количеству побед. В случае равенства этого показателя у двух и более команд приоритет отдается преимуществу в личных встречах соперников, если число побед в личных встречах между двумя командами одинаково — они играют дополнительный матч (тай-брейк). Команда, занявшая 8-е место в группе «А», на следующем чемпионате выступает в группе «Б»; команда, занявшая 1-е место в группе «Б», в следующем чемпионате выступает в группе «А». Команды, занявшие 7-е место в группе «А» и 2-е место в группе «Б», играют стыковой матч за право на следующем чемпионате играть в группе «А».

## Высшая лига, группа «А»

### Составы команд
|    | Команда                                 | Скип                | Третий                   | Второй            | Первый            | Запасной           |
| -- | --------------------------------------- | ------------------- | ------------------------ | ----------------- | ----------------- | ------------------ |
| А1 | ЭШВСМ «Москвич»-1 (Москва)              | Александр Кириков   | Вадим Школьников         | Роман Кутузов     | Александр Козырев |                    |
| А2 | Лесгафтовец-Адамант-2 (Санкт-Петербург) | Пётр Дрон (4-й)     | Игорь Минин (скип)       | Артур Ражабов     | Виктор Воробьёв   | Станислав Семёнов  |
| А3 | СКА - ШВСМ ЗВС (Санкт-Петербург)        | Денис Яковлев (4-й) | Валентин Деменков (скип) | Иван Уледев       | Никита Першаков   |                    |
| А4 | Лесгафтовец-Адамант-1 (Санкт-Петербург) | Антон Бобров        | Александр Бойко          | Александр Орлов   | Владимир Бельмас  | Александр Бадилин  |
| А5 | ЭШВСМ «Москвич»-2 (Москва)              | Вадим Стебаков      | Денис Килба              | Александр Челышев | Артур Али         | Иван Сметанкин     |
| А6 | ЦСП «Ижора» (Ленинградская область)     | Алексей Целоусов    | Алексей Камнев           | Дмитрий Абрамов   | Дмитрий Рыжов     | Александр Чугайнов |
| А7 | Москва                                  | Евгений Архипов     | Вадим Раев               | Виктор Корнев     | Сергей Манулычев  |                    |
| А8 | Москвич (Москва)                        | Андрей Дроздов      | Алексей Стукальский      | Антон Калалб      | Артём Болдузев    |                    |

### Групповой этап
|    | Команда                               | A1       | A2      | A3      | A4       | A5      | A6      | A7      | A8      | В  | П  | ТБД, см | Место |
| -- | ------------------------------------- | -------- | ------- | ------- | -------- | ------- | ------- | ------- | ------- | -- | -- | ------- | ----- |
| A1 | ЭШВСМ «Москвич»-1 (Александр Кириков) | *        | 8:1 6:5 | 5:6 7:6 | 5:4 11:3 | 7:2 9:6 | 4:7 4:3 | 8:4 5:2 | 5:4 4:5 | 11 | 3  | 335,0   | 1     |
| A2 | Лесгафтовец-Адамант-2 (Игорь Минин)   | 1:8 5:6  | *       | 3:5 7:6 | 4:6 5:7  | 7:1 8:9 | 8:3 6:5 | 6:3 6:3 | 2:6 3:5 | 5  | 9  | 472,7   | 7     |
| A3 | СКА - ШВСМ ЗВС (Валентин Деменков)    | 6:5 6:7  | 5:3 6:7 | *       | 4:3 4:6  | 1:6 4:7 | 7:9 6:1 | 5:2 7:4 | 5:6 4:5 | 6  | 8  | 309,4   | 5     |
| A4 | Лесгафтовец-Адамант-1 (Антон Бобров)  | 4:5 3:11 | 6:4 7:5 | 3:4 6:4 | *        | 3:7 3:5 | 5:7 6:2 | 4:2 4:3 | 5:7 3:6 | 6  | 8  | 399,0   | 6     |
| A5 | ЭШВСМ «Москвич»-2 (Вадим Стебаков)    | 2:7 6:9  | 1:7 9:8 | 6:1 7:4 | 7:3 5:3  | *       | 1:4 0:8 | 7:9 2:4 | 6:2 5:4 | 7  | 7  | 774,7   | 4     |
| A6 | ЦСП «Ижора» (Алексей Целоусов)        | 7:4 3:4  | 3:8 5:6 | 9:7 1:6 | 7:5 2:6  | 4:1 8:0 | *       | 9:0 4:3 | 5:6 5:3 | 9  | 5  | 460,6   | 3     |
| A7 | Москва (Евгений Архипов)              | 4:8 2:5  | 3:6 3:6 | 2:5 4:7 | 2:4 3:4  | 9:7 4:2 | 0:9 3:4 | *       | 2:8 4:6 | 2  | 12 | 229,0   | 8     |
| A8 | Москвич (Андрей Дроздов)              | 4:5 5:4  | 6:2 5:3 | 6:5 5:4 | 7:5 6:3  | 2:6 4:5 | 6:5 3:5 | 8:2 6:4 | *       | 10 | 4  | 511,0   | 2     |

     Проходят в стыковой матч с командой, занявшей 2-е место в группе «Б»

## Высшая лига, группа «Б»

### Составы команд
|    | Команда                                       | Скип                     | Третий                  | Второй               | Первый             | Запасной          |
| -- | --------------------------------------------- | ------------------------ | ----------------------- | -------------------- | ------------------ | ----------------- |
| Б1 | ЮНИОН (Москва)                                | Алексей Кульчак          | Владимир Анисимов       | Сергей Захаров       | Владимир Селезнев  | Владимир Шевченко |
| Б2 | СКА-2 (Санкт-Петербург)                       | Валерий Печерский        | Сергей Лебедев          | Матвей Вакин         | Сергей Эверт       |                   |
| Б3 | Альбатрос (Калининград)                       | Виталий Карпинский (4-й) | Сергей Беланов (скип)   | Леонид Ривкинд       | Мартин Левчук      | Михаил Ривкинд    |
| Б4 | Сборная Ленинградской области                 | Алексей Тимофеев         | Денис Курицев           | Максим Плешанов      | Евгений Климов     |                   |
| Б5 | ШВСМ ЗВС (Санкт-Петербург)                    | Дмитрий Старцев          | Александр Крушельницкий | Владислав Гончаренко | Илья Бадилин       |                   |
| Б6 | СДЮСШОР г. Дмитрова (Московская область)      | Владислав Чернобаев      | Михаил Васьков          | Дмитрий Антипов      | Александр Коршунов | Павел Мишин       |
| Б7 | СДЮСШОР «Спартак» (Химки, Московская область) | Георгий Давтян           | Никита Борискин         | Дмитрий Камов        | Сергей Бикбаев     |                   |
| Б8 | Юность-Метар (Челябинск)                      | Михаил Брусков           | Артём Шмаков            | Сергей Глухов        | Дмитрий Миронов    | Александр Житняк  |

### Групповой этап
|    | Команда                                      | Б1   | Б2  | Б3   | Б4   | Б5   | Б6  | Б7  | Б8  | В | П | ТБД, см | Место |
| -- | -------------------------------------------- | ---- | --- | ---- | ---- | ---- | --- | --- | --- | - | - | ------- | ----- |
| Б1 | ЮНИОН (Алексей Кульчак)                      | *    | 7:2 | 2:8  | 7:1  | 10:6 | 9:4 | 8:6 | 4:6 | 5 | 2 | 668,8   | 2     |
| Б2 | СКА-2 (Валерий Печерский)                    | 7:2  | *   | 5:6  | 5:6  | 5:6  | 6:2 | 4:8 | 6:7 | 2 | 5 | 532,4   | 7     |
| Б3 | Альбатрос (Сергей Беланов)                   | 8:2  | 6:5 | *    | 6:12 | 6:4  | 2:5 | 7:6 | 5:7 | 4 | 3 | 799,5   | 5     |
| Б4 | Сб. Ленинградской области (Алексей Тимофеев) | 1:7  | 6:5 | 12:6 | *    | 7:4  | 6:8 | 6:5 | 1:9 | 4 | 3 | 870,7   | 4     |
| Б5 | ШВСМ ЗВС (Дмитрий Старцев)                   | 6:10 | 6:5 | 4:6  | 4:7  | *    | 6:7 | 1:7 | 2:5 | 1 | 6 | 682,2   | 8     |
| Б6 | СДЮСШОР г. Дмитрова (Владислав Чернобаев)    | 4:9  | 2:6 | 5:2  | 8:6  | 7:6  | *   | 6:4 | 7:8 | 4 | 3 | 373,2   | 3     |
| Б7 | СДЮСШОР «Спартак» (Георгий Давтян)           | 6:8  | 8:4 | 6:7  | 5:6  | 7:1  | 4:6 | *   | 6:5 | 3 | 4 | 470,9   | 6     |
| Б8 | Юность-Метар (Михаил Брусков)                | 6:4  | 7:6 | 7:5  | 9:1  | 5:2  | 8:7 | 5:6 | *   | 7 | 0 | ?       | 1     |

     Проходят в стыковой матч с командой, занявшей 7-е место в группе «А»

## Стыковой матч
Победитель в следующем году играет в группе «А», проигравший — в группе «Б».
|  | .   |                                     |                                     |                                     |                                     |                                     |                                     |                                     |                                     |   |
|  |     |                                     |                                     |                                     |                                     |                                     |                                     |                                     |                                     |   |
|  | А-7 | Лесгафтовец-Адамант-2 (Игорь Минин) | Лесгафтовец-Адамант-2 (Игорь Минин) | Лесгафтовец-Адамант-2 (Игорь Минин) | Лесгафтовец-Адамант-2 (Игорь Минин) | Лесгафтовец-Адамант-2 (Игорь Минин) | Лесгафтовец-Адамант-2 (Игорь Минин) | Лесгафтовец-Адамант-2 (Игорь Минин) | Лесгафтовец-Адамант-2 (Игорь Минин) | 8 |
|  | А-7 | Лесгафтовец-Адамант-2 (Игорь Минин) | Лесгафтовец-Адамант-2 (Игорь Минин) | Лесгафтовец-Адамант-2 (Игорь Минин) | Лесгафтовец-Адамант-2 (Игорь Минин) | Лесгафтовец-Адамант-2 (Игорь Минин) | Лесгафтовец-Адамант-2 (Игорь Минин) | Лесгафтовец-Адамант-2 (Игорь Минин) | Лесгафтовец-Адамант-2 (Игорь Минин) | 8 |
|  | Б-2 | ЮНИОН (Алексей Кульчак)             | ЮНИОН (Алексей Кульчак)             | ЮНИОН (Алексей Кульчак)             | ЮНИОН (Алексей Кульчак)             | ЮНИОН (Алексей Кульчак)             | ЮНИОН (Алексей Кульчак)             | ЮНИОН (Алексей Кульчак)             | ЮНИОН (Алексей Кульчак)             | 3 |
|  | Б-2 | ЮНИОН (Алексей Кульчак)             | ЮНИОН (Алексей Кульчак)             | ЮНИОН (Алексей Кульчак)             | ЮНИОН (Алексей Кульчак)             | ЮНИОН (Алексей Кульчак)             | ЮНИОН (Алексей Кульчак)             | ЮНИОН (Алексей Кульчак)             | ЮНИОН (Алексей Кульчак)             | 3 |

## Итоговая классификация
| Место | Команда (скип)                                   | И  | В  | П  |
| ----- | ------------------------------------------------ | -- | -- | -- |
| 1     | ЭШВСМ «Москвич»-1 (Александр Кириков)            | 14 | 11 | 3  |
| 2     | Москвич (Андрей Дроздов)                         | 14 | 10 | 4  |
| 3     | ЦСП «Ижора» (Алексей Целоусов)                   | 14 | 9  | 5  |
| 4     | ЭШВСМ «Москвич»-2 (Вадим Стебаков)               | 14 | 7  | 7  |
| 5     | СКА - ШВСМ ЗВС (Валентин Деменков)               | 14 | 6  | 8  |
| 6     | Лесгафтовец-Адамант-1 (Антон Бобров)             | 14 | 6  | 8  |
| 7     | Лесгафтовец-Адамант-2 (Игорь Минин)              | 15 | 6  | 9  |
| 8     | Москва (Евгений Архипов)                         | 14 | 2  | 12 |
| 9     | Юность-Метар (Михаил Брусков)                    | 7  | 7  | 0  |
| 10    | ЮНИОН (Алексей Кульчак)                          | 8  | 5  | 3  |
| 11    | СДЮСШОР г. Дмитрова (Владислав Чернобаев)        | 7  | 4  | 3  |
| 12    | Сборная Ленинградской области (Алексей Тимофеев) | 7  | 4  | 3  |
| 13    | Альбатрос (Сергей Беланов)                       | 7  | 4  | 3  |
| 14    | СДЮСШОР «Спартак» (Георгий Давтян)               | 7  | 3  | 4  |
| 15    | СКА-2 (Валерий Печерский)                        | 7  | 2  | 5  |
| 16    | ШВСМ ЗВС (Дмитрий Старцев)                       | 7  | 1  | 6  |

     На чемпионате 2011 года переходят в группу «Б»
     На чемпионате 2011 года переходят в группу «А»